# Пулавы
Пула́вы (пол. Puławy) — город на юго-востоке Польши, центр Пулавской гмины и повята в Люблинском воеводстве. Пулавы расположены на берегах рек Висла и Курувка.
Население — 51 515 жителей (2005). Статус города имеет с 1906 года.

## История
Первое упоминание относится к XVI веку. Пулавы были административным центром уезда в составе Люблинской губернии. В Пулавах располагалась родовая усадьба княжеского рода Чарторыйских. Здесь Изабелла Чарторыйская основала в 1801 году первый в Польше музей. После конфискации царским правительством владений Чарторыйских Пулавам дано в 1842 г. название Новая Александрия (Новоалександрия) в память пребывания там императрицы Александры Федоровны.

## Усадьба Чарторыйских
В 1785—1810 гг. Чарторыйские выстроили в Пулавах один из крупнейших в Восточной Европе дворцово-парковых ансамблей в духе классицизма (1785—1810, архитектор X. П. Айгнер). В пейзажном парке с павильонами (многие из которых утрачены) помещается обширный дворец. Он был перестроен в 1809 году из барочного здания, которое проектировал Тыльман Гамерский (ок. 1676). Неподалёку — миниатюрный дворец Маринки (1790—1794), герцогини Вюртембергской, сестры Адама Ежи Чарторыйского и тётки Александра I. К тому же времени относится и капелла (1800—03). В парке наибольший интерес представляют павильоны Храм Сивиллы (1798—1801) и Готический домик (1800—09).

## Образование
С 1860-х годов в Пулаве располагался Новоалександрийский институт сельского хозяйства и лесоводства (был основан в 1816 году в Маримонте — ныне территория Жолибожа). В 1914 году институт был эвакуирован в Харьков; сейчас это Харьковский государственный аграрный университет имени В. В. Докучаева (первоначально — Харьковский сельскохозяйственный институт).
В 1916 году на базе оставшихся подразделений Новоалександрийского института был создан Научно-исследовательский институт сельского хозяйства. В 1951 году институт был расформирован.

## Города-побратимы
- Боярка, Украина (2001)
- Дубляны, Украина (2003)
- Дуэ, Франция (1 мая 2004)[4]
- Каштелу-Бранку, Португалия (2002)
- Несвиж, Беларусь (2000)
- Ньивегейн, Нидерланды (1996)[5]
- Штендаль, Германия (1999)

Города-побратимы, прекратившие отношения из-за создания зоны, свободной от идеологии ЛГБТ:
- Дуэ
- Ньивегейн

## Люди, связанные с городом
- Арбузов, Борис Александрович (1903—1991) — советский учёный-химик, академик АН СССР (1953).
- Будрин, Петр Васильевич (1857—1939) — русский агроном-растениевод.
- Докучаев, Василий Васильевич — профессор. В 1892—1895 гг. руководил Ново-Александрийским институтом сельского хозяйства.
- Лебедев, Сергей Васильевич (1874—1934) — советский учёный-химик, академик АН СССР (1932).
- Ломакин, Иван Радионович (1889—1937) — профессор.

### Родились
- Задура, Богдан (род. 1945) — польский поэт, прозаик, эссеист, переводчик.
- Шиманьская, Беата (род. 1938) — польский историк философии, поэтесса и прозаик, переводчик.